# František Čermák
František Čermák (Valtice, 14 de Novembro de 1976) é um tenista profissional tcheco, especialista em duplas, possui 22 títulos em nível ATP, foi 14.° do mundo em 2010, foi parceiro até a aposentadoria de Leoš Friedl, seu compatriota, e o atual é o eslovaco Michal Mertiňák, em simples chegou a 201°.

## Honras
- 2002 ATP de Umag, Croácia com Julian Knowle
- 2002 ATP de Sopot, Polónia com Leoš Friedl
- 2003 ATP de Casablanca, Marrocos com Leoš Friedl
- 2004 ATP de Kitzbühel, Áustria com Leoš Friedl
- 2004 ATP de Sopot, Polónia com Leoš Friedl
- 2005 ATP de Buenos Aires, Argentina com Leoš Friedl
- 2005 ATP de Costa do Sauípe, Brasil com Leoš Friedl
- 2005 ATP de Casablanca, Marrocos com Leoš Friedl
- 2005 ATP de Estoril, Portugal com Leoš Friedl
- 2005 ATP de Gstaad, Suíça com Leoš Friedl
- 2006 ATP de Buenos Aires, Argentina com Leoš Friedl
- 2006 ATP de Acapulco, México com Leoš Friedl
- 2006 ATP de Sopot, Polónia com Leoš Friedl
- 2007 ATP de Gstaad, Suíça com Pavel Vízner
- 2007 ATP de Stuttgart, Alemanha com Leoš Friedl
- 2008 ATP de Amersfoort, Países Baixos com Rogier Wassen
- 2009 ATP de Acapulco, México com Michal Mertiňák
- 2009 ATP de Stuttgart, Alemanha com Michal Mertiňák
- 2009 ATP de Umag, Croácia com Michal Mertiňák
- 2009 ATP de Valencia, Espanha com Michal Mertiňák
- 2009 ATP de Bucareste, Roménia com Michal Mertiňák
- 2010 ATP de Kuala Lumpur, Malásia com Michal Mertiňák

## Ligações Externas
- Perfil na ATP